# 切博克薩雷區

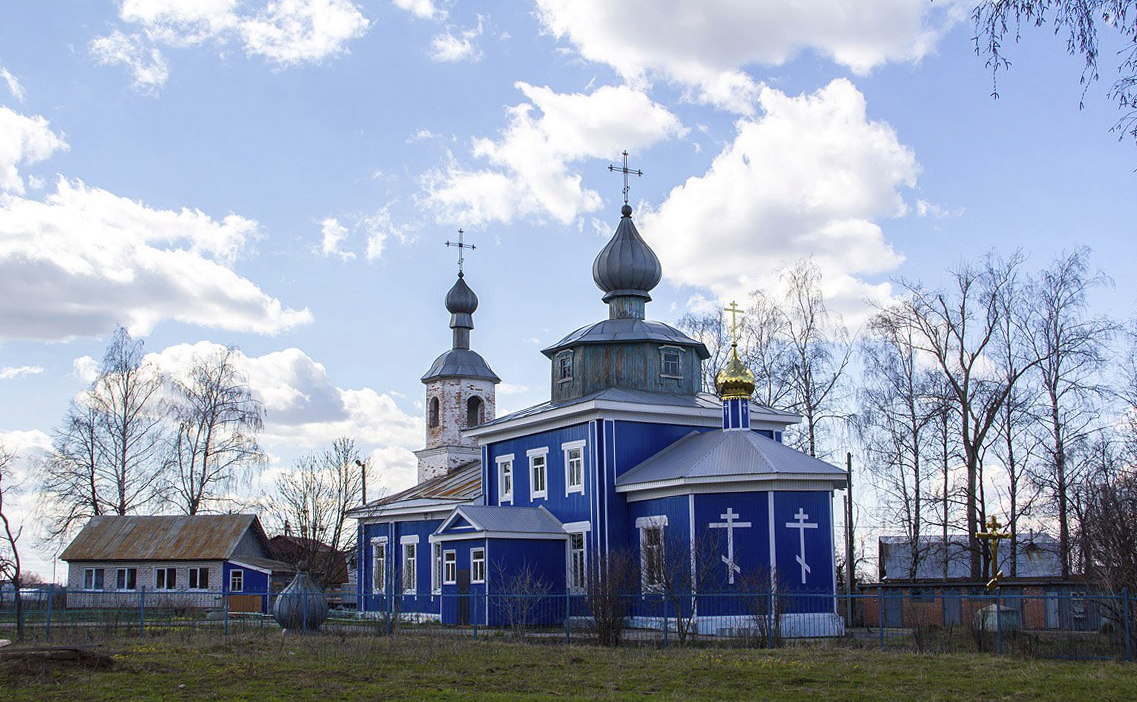

56°05′35″N 46°58′12″E / 56.093°N 46.970°E
切博克薩雷區（俄语：Чебоксарский район），是俄羅斯的一個區，位於該國西部，由楚瓦什共和國負責管轄，始建於1927年9月5日，面積1,179平方公里，2010年人口62,920，人口密度每平方公里53.38人。